# Pentacle

Un pentacle encerclat.

El símbol del pentalfa (o pentacle o pentagrama) és un polígon estrellat de cinc puntes. Ha estat utilitzat en diferents cultures amb diversos significats. El seu significat varia segons si apunta cap amunt o cap avall, o si apareix sol o acompanyat d'altres signes. Sovint apareix en manuscrits o amulets amb poders màgics.

## El pentacle en l'Antiguitat
Els primers pentacles van aparèixer a escrits mesopotàmics del 3000 aC, com a jeroglífic que representava la paraula "angle" o "forat". Aviat va adquirir un significat astrològic: cada punta era un planeta, sent la central la de Venus (associat a la deessa Ixtar), ja que les conjuncions d'aquest astre dibuixaven un pentacle al cel cada vuit anys. Per això va ser considerat el símbol de Venus i el seu culte a Grècia hi està lligat.
Els pitagòrics van associar l'estrella amb els quatre elements (terra, foc, aire i aigua), deixant la punta superior per a la idea o esperit (influïts potser per Anaximandre). Tot plegat era la imatge d'harmonia (els elements units amb un sol traç dins un cercle, la figura perfecta). Els druides cèltics van recollir aquesta tradició, però van substituir la cinquena associació per la Mare Natura. El cercle que envoltava el pentacle esdevenia llavors l'energia de la terra, o un símbol del món on estaven presents els elements. El neopaganisme ha recuperat aquest símbol.
L'estrella invertida simbolitzava per als pitagòrics el Caos primordial del qual va sorgir el Cosmos (identificat amb el Tàrtar). El caos inicial romania a l'inframon, on els herois podien viatjar a la recerca de coneixement (catàbasi). A partir d'aquí l'estrella invertida s'associa en saber ocult (i després maligne, ja que l'inframon esdevingué l'infern).
Persèfone, una de les deesses de l'inframon, havia adquirit els trets d'una deessa anterior anomenada Kore (l'interior de l'ànima, associada a l'altre món). Un dels seus símbols és la poma, el cor de la qual, tallat transversalment, forma un pentacle. Per això la poma és un símbol de salut (la poma tallada és vèncer la deessa dels morts).

## El pentacle religiós
El cristianisme va adoptar el pentacle com a símbol amb diversos significats. Recollint la idea de la poma, l'estrella amb les inicials SALVS a les puntes era símbol de salut, associat a les cinc ferides de Crist, que morí per donar salut eterna (espiritual) als homes. Per això van aparèixer amulets en forma de pentacle, que oferien protecció contra el mal.
També s'associa als cincs sentits pel qual es pot percebre l'obra de Déu, o als cinc goigs de Maria, mare de Jesús (Anunciació, Naixement, Resurrecció, Ascensió i Assumpció).
Per lògica, un pentacle invertit seria símbol del dimoni, enemic de Crist. A més a més, la figura invertida recorda el mascle cabrit, amb les seves banyes, una de les imatges tradicionals de Satan. Recuperant el simbolisme del Tàrtar, els amulets invertits convocaven el poder fosc i maligne, per això s'associen a la bruixeria. Els bruixots reivindicaven a més a més que era símbol de vida (o mort), recollint el culte de Venus i barrejant-lo amb el del principi femení pagà germànic.
El satanisme ha fet del pentacle el seu símbol oficial, sovint amb els nombres 666 en els vèrtexs dels extrems superiors i inferior (que formen un triangle, l'invers del símbol de la divinitat trinitària). A vegades s'escriuen també les lletres de Leviatan, la paraula hebrea per anomenar al dimoni apocalíptic.

## El pentacle en altres àrees
El cavaller artúric Galvany, en la novel·la Sir Galvany i el Cavaller verd, portava el seu escut un pentacle, pels sentits cristians i per les cinc virtuts de la cavalleria: franquesa, servei, puresa, cortesia i compassió.
Apareix en les banderes del Marroc i d'Etiòpia. Allà simbolitza el segell del rei Salomó, exemple de saviesa i de monarca respectuós amb Déu (durant un temps aquest segell va ser el de Jerusalem, ciutat santa per a les tres religions abrahàmiques). També pot simbolitzar els cincs pilars de la fe islàmica o les cinc pregàries diàries (salat).
En la cultura japonesa, és un símbol de màgia, igual que entre els francmaçons (a l'interior sol haver-hi una figura en flames). Els seguidors de la Wicca afirmen que és la representació del segon grau d'iniciació.

## Galeria

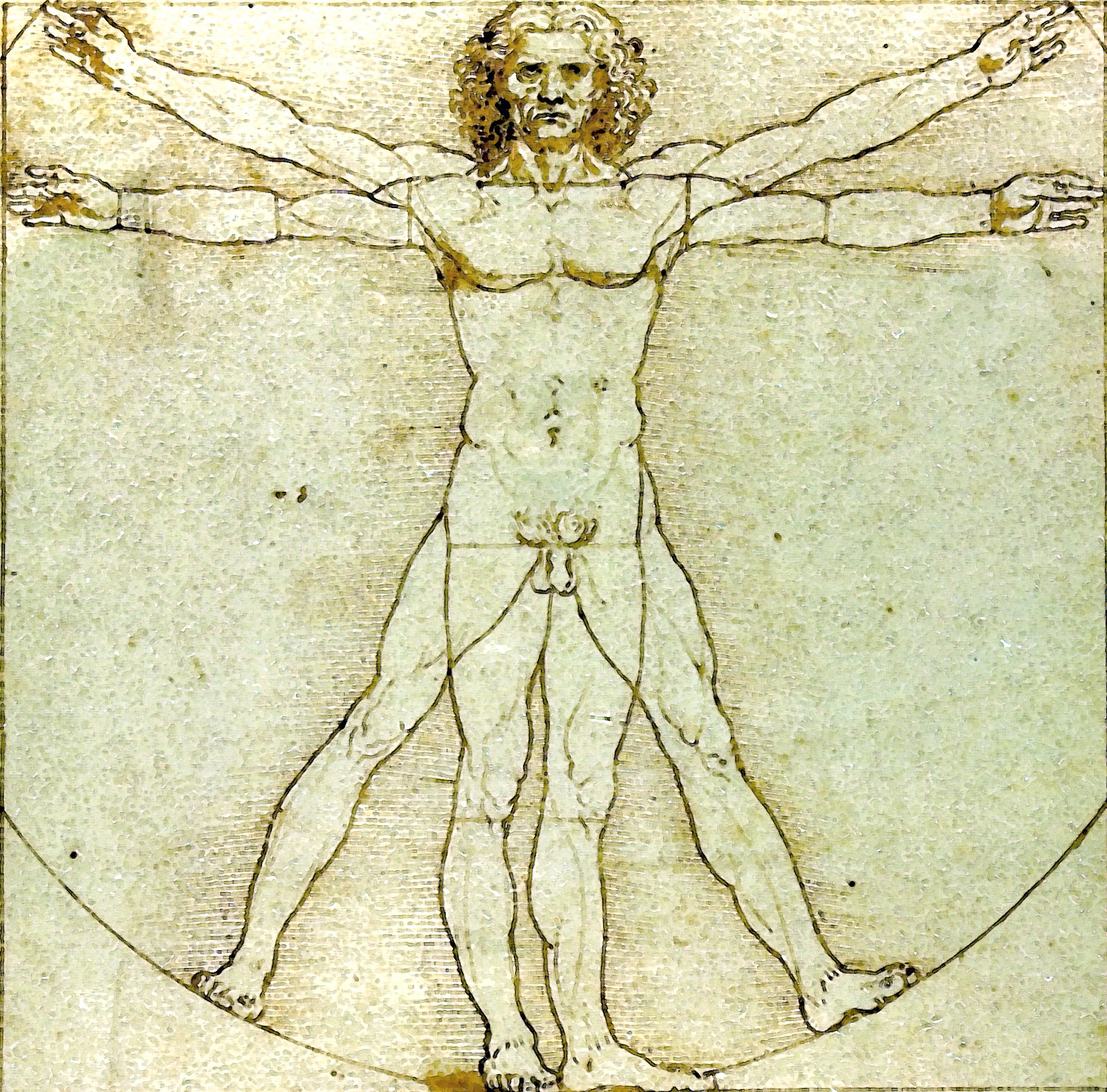
Home inscrit en un pentacle, de Leonardo Da Vinci
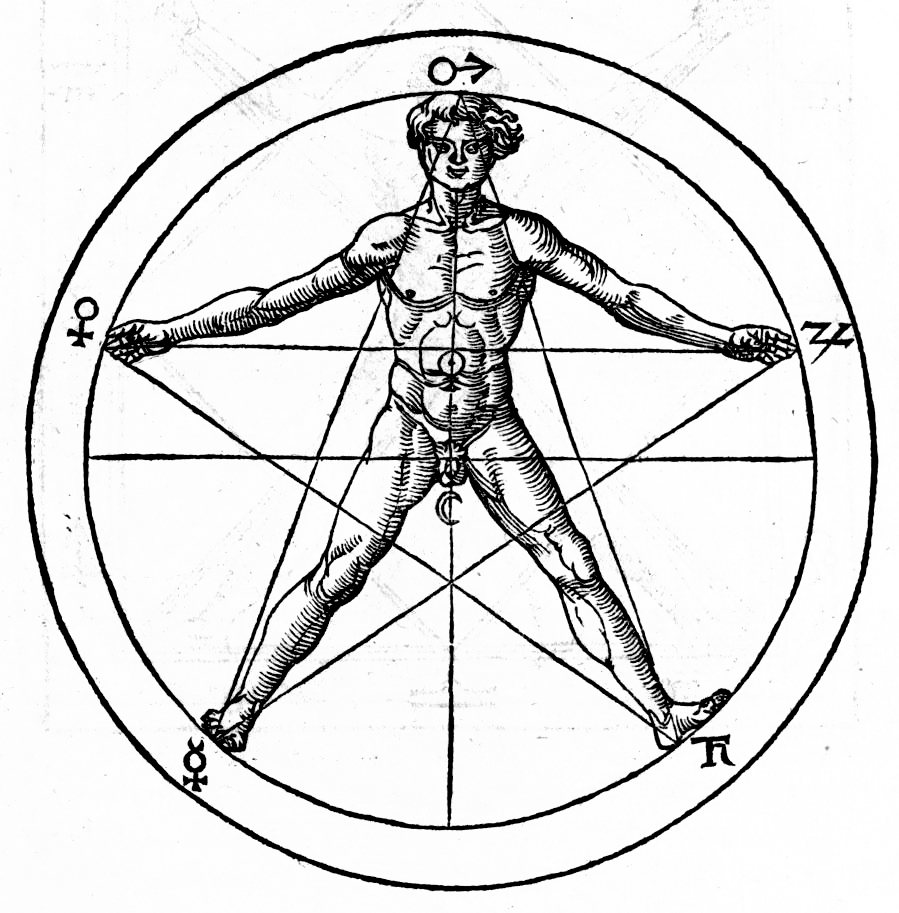
Home inscrit en un pentacle, de Heinrich Cornelius Agrippa
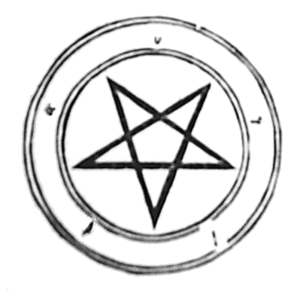
Un altre pentacle del llibre d'Agripa. Aquest té les lletres pitagòriques inscrites voltant del cercle.
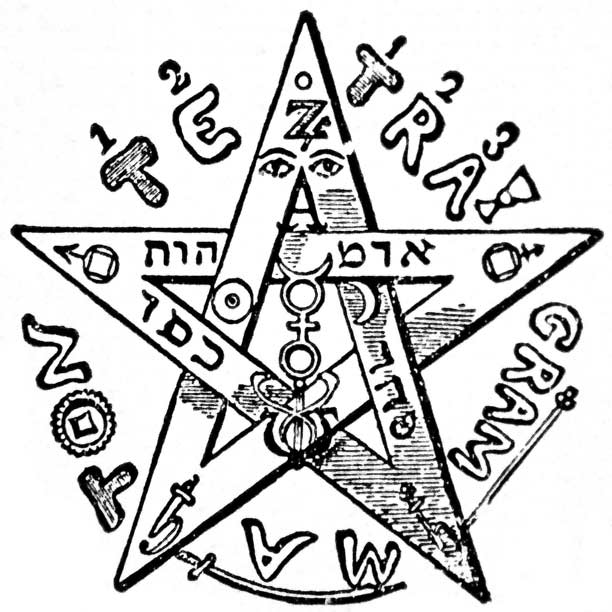
Pentacle de l'ocultista i màgic Eliphas Levi que ell considera com un símbol del macrocosmos i microcosmos.